# Tavi pisztráng
A tavi pisztráng (Salmo trutta lacustris) a sugarasúszójú halak (Actinopterygii) osztályának lazacalakúak (Salmoniformes) rendjébe, ezen belül a lazacfélék (Salmonidae) családjába tartozó sebes pisztráng (Salmo trutta) egyik alfaja, alakja, míg egyesek szerint csak szinonimája.

## Előfordulása
A tavi pisztráng Észak-Oroszország, Skandinávia, Izland és a Brit-szigetek nagy, mély és oxigénben gazdag tavaiban él.

## Megjelenése
Ennek a pisztrángnak a teste erősen megnyúlt, oldalról kissé lapított; az idősebb példányok háta magasabb, mint a fiataloké. A hát- és farokúszó között zsírúszó van. Pikkelyei kicsinyek, 110-120 az oldalvonal mentén, 14-19 (többnyire 16) a zsírúszó és az oldalvonal között (beleértve az oldalvonal pikkelyeit is). Feje tompa orrú, szájnyílása széles (a szemek mögé ér). Az első kopoltyúív felső és alsó kopoltyútüskéi gomb, a középsők pálcika alakúak. Az ekecsont fogazottsága: 4-6 fog a lemezen, elöl a nyélen egy többnyire egyszerű, hátul kettős fogsor, amelyek váltakozva balról jobbra hajlanak. A hal színe élőhelye szerint erősen változó; oldalai különböző nagyságú, szabálytalanul formált fekete foltokkal, köztük, különösen a fiataloknál, a barnától a vörhenyesig változó színű pettyek és karikák láthatók. Testhossza 40-80 centiméter, legfeljebb 140 centiméter.

## Életmódja
A tavi pisztráng tápláléka apró vízi állatok, később halak is.

## Szaporodása
Mint sok más rokona, a tavi pisztráng is vándorhal, a tavakba ömlő folyókban ívik október és december között. A nőstény ikráit (körülbelül 1000-2000 darab testkilogrammonként) nagy gödörbe rakja le, majd kaviccsal temeti be őket. A fiatal halak 1-2 éves korukban térnek vissza a tóba.